# Groupie
Groupie je izraz koji u najširem smislu označava osobu, u pravilu ženu, koja nastoji ostvariti ljubavnu ili seksualnu vezu s nekom slavnom ličnošću. Izraz u užem smislu označava obožavateljice rock glazbenika ili skupina (engleski group), od čega dolazi originalni naziv). Pojam se prvi put počeo rabiti 1969. godine, a u još užem smislu se pod time podrazumijeva fenomen karakterističan za rock scenu 1960-ih i 1970-ih, odnosno groupieje tada najpopularnijih bendova za koje je bilo karakteristično da su pratile rock glazbenike na turnejama, te im ne samo pružale seksualne usluge, nego kuhale, obavljale kućanske poslove i krijumčarile drogu. Izraz obično ima pogrdno značenje, i pod njime se često podrazumijevaju obožavateljice koje kod rock glazbenika više privlači njihov "zvjezdani" izgled ili slava, nego kvaliteta glazbe.
Ponekad se izraz "groupie" koristi i izvan konteksta rock muzike, pa se rabi i za žene koje osjećaju seksualnu privlačnost prema sportašima ili pripadnicima pojedinih profesija, najčešće vezanih uz macho stereotipove, kao što su vojnici, policajci ili vatrogasci.

## Vanjske poveznice
- Tales of a Rock-Star Love Affair: Slash's Wife Talks Groupie Antics, Finding Hubby in Rolling Stone  Arhivirana inačica izvorne stranice od 3. veljače 2013. (Wayback Machine)
- Lust for Life: Memoirs of an Unrepentant Groupie by Margaret Moser